# 佩索阿體育場
麥哲倫·佩索阿體育場（葡萄牙語：Estádio Dr. Magalhães Pessoa），是一座位於葡萄牙萊里亞的體育場，其興建目的是是為了迎接2004年歐洲國家盃，目前本球場是雷里亞體育的主場。球場的建築設計師為托马斯·塔维拉，看台上穿插著多樣顏色的座位，在足球場外圍增設一條橢圓形田徑跑道，可容納23,888人。在2006年及2007年時，佩索阿體育場獲選為葡萄牙超級盃主辦場地。

## 設計
麥哲倫·佩索阿體育場最初的設計是希望能與周圍景色相輔相成，其中一側設計的較矮，以便能俯瞰整個景色，另一部分則將其裝飾成城堡防禦牆，展現萊里亞在中世紀的歷史。本體育場由托马斯·塔维拉設計，塔维拉利用連續波浪狀來點綴整個看台頂部。在體育場中心兩側的主看台層數最多，並且緩慢地朝南看台下降高度。這樣的設計就可以從體育場俯看整個城市、周圍的樹林、以及萊里亞城堡。
體育場的波浪狀屋頂沿著橢圓形看台循序漸進，並在北側建築終止。北側建築包含一座暫時且不容易被人發現的講壇，並與橢圓形比賽場地平行。然而該講壇在2004年歐洲國家盃之後就被拆除，以便能為商業中心及酒店騰出空間。此外，在足球場外還圍繞一條橢圓形的田徑跑道，但此設計也迫使體育場的座位數需減少5000個。
看台上的座椅包含數種顏色，每種顏色的座椅毫無規律地散佈在看台上。整個體育場則使用不同的顏色調色，看台屋頂採用透明材料製成，光線在過濾後，可使黃色的金屬支撐架更為突出。整個屋頂從外側看似乎是漂浮在看台上；然而實際上是由看台上方的藍色鋼製系樑以及紅色的支撐架來支撐著。體育場外牆周邊的特點是由紅色金屬柱分隔自然白色的背景，並在上方加上活潑色調的方形面板點綴著。
綜觀整個體育場色調上，很好且平衡地在不同區域運用不同的色調。體育場內有5個層級的內部會議室，可為民眾提供眾多服務，另有餐館及商場等。整個體育場為一多功能建築，並提供美妙的風景和豐富多彩的建築背景，本場地可以舉辦各種體育項目競賽，包括田徑及足球比賽等，另外還可舉辦音樂會。

## 歷年活動
佩索阿體育場是2004年歐洲國家盃主辦場地之一，共舉辦2場小組賽B組賽事，分別是2004年6月13日的克羅埃西亞0-0瑞士，以及法國2-2克羅埃西亞。2006年時，本球場舉辦該屆葡萄牙超級盃，結果波圖靠著安德森、阿德里亚诺、維埃里尼亞的進球，以3-0擊敗塞圖巴爾。2007年時，佩索阿體育場再度獲選為該屆葡萄牙超級盃舉辦場地，最後里斯本體育靠著馬拉特·伊茲邁洛夫致勝的一球，以1-0擊敗尋求衛冕的波圖。

### 2004年歐洲國家盃
| 日期          |      | 比數 |      | 賽事      | 附註  |
| ------------- | ---- | ---- | ---- | --------- | ----- |
| 2004年6月13日 | 瑞士 | 0–0  |      | 小組賽B組 | [ 4 ] |
| 2004年6月17日 |      | 2–2  | 法國 | 小組賽B組 | [ 5 ] |

### 葡萄牙國家足球隊
以下為葡萄牙國家足球隊在阿方索·亨里克斯球場舉行的賽事列表。
| #  | 日期           | 比數 | 對手     | 賽事                       | 附註   |
| -- | -------------- | ---- | -------- | -------------------------- | ------ |
| 1. | 2003年11月19日 | 8–0  | 科威特   | 友誼賽                     | [ 8 ]  |
| 2. | 2004年9月8日   | 4–0  | 爱沙尼亚 | 2006年國際足總世界盃外圍賽 | [ 9 ]  |
| 3. | 2007年11月17日 | 1–0  | 亞美尼亞 | 2008年欧洲足球锦标赛外围赛 | [ 10 ] |
| 4. | 2011年3月26日  | 1–1  | 智利     | 友誼賽                     | [ 11 ] |
| 5. | 2012年5月26日  | 0–0  | 北馬其頓 | 友誼賽                     | [ 12 ] |
| 6. | 2014年3月5日   | 5–1  | 喀麦隆   | 友誼賽                     | [ 13 ] |
| 7. | 2016年3月25日  | 0–1  | 保加利亚 | 友誼賽                     | [ 14 ] |
| 8. | 2016年3月29日  | 2–1  | 比利时   | 友誼賽                     | [ 15 ] |
| 9. | 2017年11月14日 | 1–1  | 美国     | 友誼賽                     | [ 16 ] |